# Robert Grant Aitken
Robert Grant Aitken (ur. 31 grudnia 1864 w Jackson, zm. 29 października 1951 w Berkeley) – amerykański astronom, specjalizujący się w badaniach gwiazd podwójnych.

## Życiorys
Urodził się w Jackson (Kalifornia), jako syn Roberta Aitkena, imigranta ze Szkocji, właściciela i operatora targu mięsnego, oraz Wilhelminy Depinau. Aitken wykonał swoją pracę licencjacką w Williams College, początkowo planując zostać ministrem. Tam pod kierunkiem Trumana Safforda zainteresował się astronomią i ukończył studia licencjackie w 1887. Po powrocie do Kalifornii, w 1888 poślubił swoją koleżankę ze szkoły średniej, Jessie L. Thomas; w tym samym roku został dyrektorem w Livermore College. Para miała czworo dzieci, które dożyły wieku dorosłego. Ucząc w Livermore w pełnym wymiarze godzin, Aitken uczęszczał na 3-letni kurs zaawansowanej matematyki pod kierunkiem Irvinga Stringhama, kierownika wydziału matematyki na Uniwersytecie Kalifornijskim w pobliskim Berkeley. W 1891 Aitken został profesorem matematyki i astronomii na University of the Pacific, znajdującym się wówczas w College Park, niedaleko San Jose w Kalifornii, w zasięgu wzroku Obserwatorium Licka, instytucji badawczej Uniwersytetu Kalifornijskiego położonej na górze Mount Hamilton. University of the Pacific posiadał 6-calowy teleskop refrakcyjny, który poszerzył horyzonty naukowe Aitkena. Spotkał tam Edwarda S. Holdena, dyrektora Obserwatorium Licka i umówił się na spędzenie tam kilku tygodni. Latem 1894 Aitken poznał astronoma Edwarda E. Barnarda na Mount Hamilton i za namową jego i Holdena zdecydował się na karierę naukową w astronomii.

### Kariera astronoma
Latem 1895 powrócił do Obserwatorium Licka jako asystent, a kiedy Barnard wyjechał do Obserwatorium Yerkes, Aitken został jego następcą w załodze Licka. Od profesora na Uniwersytecie Pacyfiku do asystenta astronoma w Obserwatorium Licka był to duży krok w dół pod względem zarobków, a przy kilkorgu małych dzieciach Aitkenowi i jego żonie początkowo było ciężko pod względem materialnym. W 1930 został dyrektorem Obserwatorium Licka i sprawował tę funkcję do 1935.
Aitken systematycznie studiował gwiazdy podwójne, mierząc ich położenie i obliczając ich orbity. Opublikował The Binary Stars (w 1918), a w 1932 stworzył bardzo duży katalog takich gwiazd (New General Catalogue of Double Stars Within 120° of the North Pole, 17 180 gwiazd) z informacjami o orbitach, umożliwiając astronomom obliczenie statystycznej masy gwiazdowej dla dużej liczby gwiazd. W późniejszych latach Aitken częściowo nie słyszał i używał aparatu słuchowego.
Aitken także mierzył położenie i obliczał orbity komet i księżyców planet.

## Wyróżnienia
Nagrody
- Medal Bruce (1926)[2]
- Złoty Medal Królewskiego Towarzystwa Astronomicznego (1932)

Nazwane jego imieniem
- planetoida (3070) Aitken
- Aitken krater na Księżycu, część dużego Basenu Biegun Południowy-Aitken